# Fritz Kredel
Fritz Kredel (* 8. Februar 1900 in Michelstadt, Odenwald; † 12. Juni 1973 in New York) war ein deutscher Grafiker und Illustrator.

## Leben
Fritz Kredel leistete 1918 Militär-Dienst. 1920 nahm er ein Studium an der Kunstgewerbeschule in Offenbach am Main auf. Er studierte an den Technischen Lehranstalten Offenbach (die heutige Hochschule für Gestaltung) bei Rudolf Koch Typografie und Grafik. 1921 arbeitete er in der „Werkstattgemeinschaft“ von Rudolf Koch. 1924 verbrachte er einen Studienaufenthalt in Florenz bei Victor Hammer. 1936 bedeutete das erzwungene Ende seiner Lehrtätigkeit an den techn. Lehranstalten in Offenbach. Es folgte die Emigration nach Österreich und 1938 weiter in die USA (New York). Dort nahm er 1940–1942 eine Lehrtätigkeit an der Cooper Union Art School wahr. Kredel war mit einer jüdischen Frau verheiratet. Das Ehepaar hatte zwei Kinder.
Sein Werk ist typisch für die traditionellen Tendenzen in der Offenbacher Schule zu dieser Zeit. Diese Linie behielt er auch nach seiner Emigration in die USA bei. Obwohl in Deutschland erfolgreich (u. a. für die Reihe Insel-Bücherei), gelang ihm erst in New York City der Durchbruch. Neben seiner Tätigkeit als Illustrator widmete sich Kredel der Fertigung von Holzschnitten.

## Auszeichnung
- 1960:  Goethe-Plakette des Bundeslandes Hessen

## Werke (Auswahl)
- 1927: Offenbacher Haggadah zusammen mit Berthold Wolpe
- 1923–1936 Holzschnitte für Rudolf Koch: Das Zeichenbuch. Welches alle Arten von Zeichen enthält, wie sie gebraucht worden sind in den frühesten Zeiten, bei den Völkern des Altertums, im frühen Christentum und im Mittelalter. Mit Hilfe von Freunden gesammelt, gezeichnet und erläutert. [Die Zeichen wurden von Fritz Kredel in Holz. geschnitten] 2. bedeutend erweiterte Auflage: Gerstung, Offenbach am M.  1926; Insel-Verlag, Leipzig 1936 [Der Abschn. über die Runen wurde von Friedrich von der Leyen bearbeitet]; Nachdruck: Insel, Frankfurt am Main (Insel-Bücherei 1021/2), 1985; 2. Auflage dieser Ausgabe 1986, ISBN 3-458-19021-X.
- ca. 1935: Der Deutsche Soldat in fünf Jahrhunderten, Quartettspiel mit 48 Bildern, Otto Maier Verlag, Ravensburger Spiele Nr. 5534
- Wandteppiche mit Gebeten in Hebräisch und Deutsch, zusammen mit Berthold Wolpe
- Heinrich Hoffmann: Der Struwwelpeter. Nach der Urfassung neu gezeichnet und in Holz geschnitten von Fritz Kredel. Potsdam, Rütten & Loening, 1938.
- Wilhelm Hauff: Kalif Storch. Mit farbigen Bildern von Fritz Kredel. 4. Aufl. Rütten & Loening, Potsdam 1950.

## Ausstellung
- 2011: Im Glauben an das Exquisite: Siegfried Guggenheim. Ein jüdischer Mäzen der Buch- und Schriftkunst.[3]

## Publikationen
- Ronald Salter: Fritz Kredel: das buchkünstlerische Werk in Deutschland und Amerika. Burgart-Presse, Rudolstadt 2003, ISBN 3-910206-45-X
- Mathilde Kredel Brown: A Comprehensive List of Kredel’s Work. In: Judith Kredel Brown, Mathilde Kredel Brown (Hg.): Fritz Kredel 1900–1973. Published on the Occasion of Kredel’s Centennial. Ohne Ort, 2000.

## Sammlungen seines Werks
- Kredel-Sammlung im Stadtmuseum Michelstadt: Die Kredelbücherei entstand aus Schenkungen, testamentarischen Überlassungen, Ankäufen aus Privatbesitz und Antiquariaten. Die Sammlung von Büchern, die Fritz Kredel illustriert hat, wird weiter ergänzt und umfasst derzeit ca. 500 Exemplare, die im Odenwaldmuseum im „Kredel-Zimmer“ ausgestellt sind.
- Dale Roylence, Princeton University, NJ
- George Salter Archive, Smith College, Northampton, MA
- Deutsches Exilarchiv in der Deutschen Bibliothek Frankfurt am Main
- Sammlung Exil-Literatur 1933–45 in der Deutschen Bücherei Leipzig

## Theater
Fritz Kredels Leben wird in dem Theaterstück Du lernschd nie zeichne des Regisseurs und Autors Erich Becker, welches am 2. September 2016 uraufgeführt wurde, erzählt.